# Gießbehälter
Der Gießbehälter ist Teil einer Warmkammerdruckgießmaschine. 
Die Arbeitstemperatur bei Magnesiumlegierungen ist mit 620 – 640 °C relativ hoch, während sie bei Zinklegierungen um 390 – 420 °C liegt.
Die Gießbehälter werden aus Warmarbeitsstahl in geschmiedeter und gegossener Ausführung gefertigt. Die geschmiedeten Gießbehälter haben eine höhere Homogenität im Werkstoff, während die gegossenen durch gleichmäßige Wandstärkenübergänge weniger anfällig für Spannungsrisse sind.
Die gesamte Gießgarnitur besteht bei Zink aus dem Gießbehälter mit eingebauter Presskammer, Presskolben mit Kolbenringen und Düse. Bei Magnesium gibt es keine eingebaute Presskammer. Der Gießbehälter ist als Verschleißteil austauschbar. Bei Zinkgießbehältern wird bei Erreichen der Verschleißgrenze die Presskammer ausgetauscht, bei Magnesium wird die Bohrung im Gießbehälter auf das nächstmögliche Maß aufgehohnt.
Die Düse ist gegenüber der Maschine um 5 Grad geneigt. Bei geöffneter Druckgießform fließt die Metallschmelze aus der Düse wieder in den Gießbehälter und es bilden sich keine Tropfen in der Form.
Bei ständig anliegender Düse an der Form ist eine exakte Regelung der Düsentemperatur notwendig. Es ist darauf zu achten, dass die Anlagefläche der Düse an der Form so klein wie möglich ist, um die Wärme nicht in die Form zu leiten. Durch Hydraulikzylinder (auch Anfahr- oder Abreisszylinder genannt) kann die Düse an die Formhälfte gefahren werden. Die Aufheizung der Düse geschieht bei Zink elektrisch mit einer isolierten Düse und bei Magnesium entweder durch Gasheizung, Induktionsheizung oder elektrischer Widerstandsheizung. Bei Gasheizung ist eine exakte Temperatur-Führung fast unmöglich.

## Weblink
- Bild: Schematische Darstellung der Druckgießverfahren